# Ném bom chiến lược

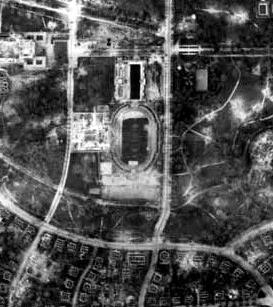
Dresden, Đức sau khi bị quân Đồng Minh thực hiện không kích chiến lược

Ném bom chiến lược là một hình thức không kích bằng chiến lược quân sự được sử dụng dưới dạng chiến dịch trong chiến tranh toàn diện/chiến tranh tổng lực nhằm phá hủy khả năng kinh tế phục vụ chiến tranh của đối phương. Đây là cuộc tấn công từ không trung được thực hiện và tổ chức có hệ thống. Khác với ném bom mang tính chiến thuật, ném bom chiến lược huy động các máy bay ném bom chiến lược, tên lửa hành trình, hoặc máy bay ném bom-chiến đấu nhằm tấn công các mục tiêu được lựa chọn.
Phân biệt giữa ném bom chiến thuật và ném bom chiến lược nhiều khi không rõ ràng. Thông thường, nhiệm vụ ném bom chiến lược là tấn công các mục tiêu như các nhà máy, tuyến đường sắt và thành phố, trong khi đó, ném bom chiến thuật là tấn công các mục tiêu như đội hình sinh lực, các cơ sở chỉ huy, sân bay, kho đạn dược. Tác vụ bay và ném bom, dù là một phần của chiến dịch ném bom chiến lược, nhưng là hoạt động mang tính chiến thuật. Máy bay ném bom chiến lược thường là máy bay cỡ lớn, tầm hoạt động xa; máy bay ném bom chiến thuật có xu hướng nhỏ hơn. Tóm lại, việc phân biệt chiến thuật và chiến lược không phải ở loại máy bay hay mục tiêu lựa chọn mà ở mục đích của việc ném bom. Ném bom chiến thuật hướng tới đánh bại những lực lượng quân sự riêng lẻ. Ném bom chiến lược nhằm làm suy yếu khả năng duy trì chiến tranh của đối phương và là một phần của chiến tranh tổng lực.

## Những cách thức ném bom
Có ba phương án tấn công mục tiêu trong một chiến dịch ném bom chiến lược. Phương án thứ nhất là "rải thảm". Phương án thứ hai là dùng những vũ khí chính xác như bom thông minh, ném ra từ tên lửa hành trình hoặc máy bay. Phương án thứ ba liên quan đến huy động những vũ khí hạt nhân cỡ lớn, có sức phá hủy ồ ạt như ném bom rải thảm. Mặc dù việc sử dụng vũ khí hạt nhân là một dạng của ném bom chiến lược, có lẽ là ở mức tối đa của hình thức này, khái niệm ném bom chiến lược thường được sử dụng với nghĩa là sử dụng bom qui ước từ máy bay hoặc tên lửa hành trình.
Ném bom rải thảm sử dụng nhiều máy bay ném bom chiến lược cùng lúc như B-52 có thể ví như cơn mưa bom mà ngay cả cảnh vật, núi đồi đều biến đổi. Tuy nhiên, kể cả với những máy bay ném bom nhỏ hơn trong Chiến tranh thế giới thứ hai, phương án ném bom này cho thấy chúng thiếu hiệu quả bởi tính chính xác không cao. Thương vong của dân thường là gần như không tránh khỏi, và điều này còn mang đến sự thù địch bởi tính phi nhân. Phương án này còn mang yếu tố thị uy, tâm lý. 
Ngày nay, vũ khí chính xác được ưa chuộng hơn ném bom rải thảm. Thứ nhất, nhờ tính chính xác cao, dân thường sẽ ít bị thương vong hơn. Thứ hai, vũ khí chính xác tăng năng lực phá hủy mục tiêu bằng việc tập trung sức nổ vào những phần quan trọng. Ném bom rải thảm có thể hủy diệt mọi vật trong dải bom nhưng có thể bỏ lỡ những phần cốt yếu của mục tiêu (khi mục tiêu phân tán, dàn trải).

## Lịch sử

### Chiến tranh thế giới thứ nhất
Ném bom chiến lược đã xuất hiện từ Chiến tranh thế giới thứ nhất mặc dù hồi đó chưa đạt được nhận thức như ngày nay. Ngay từ đầu Thế chiến, máy bay được sử dụng ném những khối thuốc nổ xuống đối phương. Trong vòng một năm chiến tranh, những phi đội ném bom lớn được xây dựng với những máy bay chuyên biệt. Đây vẫn chỉ là ném bom chiến thuật: nhằm trực tiếp đến quân đội đối phương, những cứ điểm, thiết bị và thường là phạm vi gần chiến tuyến. Rốt cuộc, cũng trong Chiến tranh thế giới thứ nhất, những nỗ lực cũng chuyển sang gây thiệt hại cho đối phương bằng cách tấn công có hệ thống những nguồn lực sống còn nằm sâu trong hậu phương kẻ thù.
Trận đánh bom nhằm vào dân thường đầu tiên diễn ra ngày 19 tháng 1 năm 1915. Hai khí cầu Zeppelin của Đức thả 24 quả bom, gồm những khối thuốc gây cháy 3 kg và bom - mỗi quả 50 kg thuốc nổ mạnh. Những khu dân cư bị tấn công ở vùng tây Anh quốc là Great Yarmouth, Sheringham, King's Lynn và những làng lân cận. Bốn người thiệt mạng, 16 bị thương và thiệt hại tài sản là 7.740 bảng Anh giá trị thời đó.
Những cuộc ném bom tiếp theo trong năm 1915, lên tới 19 lần với 37 tấn bom giết chết 181 người, gây thương tích 455. Luân-đôn bị ném bom tháng 5 và tháng 7 năm 1916. Trong năm này, 23 cuộc đột kích đường không thả 125 tấn bom, giết 293 người, làm bị thương 691 người. Khi năng lực phòng không của nước Anh tăng lên, những cuộc tấn công giảm đi. Trong hai năm 1917 và 1918 chỉ có 11 cuộc tấn công bằng khí cầu Zeppelin, đợt tấn công cuối cùng vào ngày 5 rạng ngày 6 tháng 8 năm 1918. Trong trận này, Chuẩn đô đốc Peter Strasser, tư lệnh lực lượng ném bom hải quân Đức tử trận. Trong suốt Chiến tranh thế giới thứ nhất, có 51 cuộc tấn công nhằm vào hậu phương của Anh, ném xuống 5.806 quả bom, 557 người chết và 1.358 bị thương. Những khí cầu Zeppelin được thay thế bằng máy bay ném bom Gotha – máy bay ném chiến lược đầu tiên. Có ý kiến cho rằng những cuộc đột kích chiến lược gây thiệt hại không nhiều nhưng buộc đối phương phải tiến hành những nỗ lực ngăn chặn tốn kém như sử dụng phòng không gồm 12 phi đoàn và 10 ngàn người.
Quân đội Pháp lần đầu ném bom thành phố nhỏ Karlsruhe của Đức ngày 15 tháng 6 năm 1915, giết chết 29 dân thường, làm bị thương 58 người. Những cuộc đột kích tiếp diễn đến năm 1918.
Người Anh tung ra kiểu ném bom chiến lược của riêng họ: từ đầu chiến tranh, Hải quân Hoàng gia sử dụng máy bay ném bom tấn công vùng có cơ sở sản xuất khí cầu Zeppelin. Cuối năm 1915, nhiệm vụ được giao là tấn công các mục tiêu công nghiệp của Đức, phi đoàn thứ 41 được thành lập từ những đơn vị của Hải quân Hoàng gia và Không quân Hoàng gia. Mãi đến cuối 1918, người Anh mới tiến hành được những cuộc không kích chiến lược quy mô lớn. Với bom nhẹ ném xuống thành phố nhỏ Trier ban ngày, máy bay HP O/400s hoạt động ban đêm. Tháng 4 năm 1918, quân chủng độc lập – Không quân Hoàng gia được thành lập. Một đội ném bom được thành lập với khả năng bay tới Berlin nhưng lại không bao giờ được sử dụng.

### Thời gian giữa hai Thế chiến
Một trong những cuộc không kích trong khoảng thời gian giữa hai Thế chiến là ném bom xuống Guernica năm 1937 trong Nội chiến Tây Ban Nha.
Thời gian này, những nhà lý luận quân sự nhiều nước cổ súy ném bom chiến lược là cách sử dụng máy bay ném bom đương nhiên và hợp lý. Nước Anh đóng góp nhiều cho lý luận này. Không quân Hoàng gia Anh ra đời năm 1917, trong hai thập kỷ tiếp theo, đối mặt với nguy cơ bị giải thể vì chi phí tốn kém để duy trì và phát triển trong khi nguồn ngân sách chính phủ còn hạn chế. Những lãnh đạo Không quân Hoàng gia, đặc biệt là Thống chế Hugh Trenchard, tin rằng quân chủng độc lập này nên tồn tại bên cạnh những quân chủng khác vì khả năng đặc trưng của nó trong việc giành thắng lợi trong chiến tranh chỉ bằng ném bom chiến lược. Nhờ khoảng cách về tốc độ và trần bay của máy bay ném bom so với máy bay tiêm kích rút ngắn lại, một suy luận thịnh hành thời đó là "máy bay ném bom sẽ luôn tiếp cận được mục tiêu". Dù các súng phòng không và máy bay chiến đấu cải thiện nhiều trong Thế chiến, người ta tin rằng rất ít quốc gia có thể bảo vệ được thường dân khỏi ném bom chiến lược. Chỉ có ý chí và hành vi đánh trả tương tự là cách đối phó khả dĩ.
Ở châu Âu, tướng Giulio Douhet (Ý) lập luận rằng yếu tố cơ bản của ném bom chiến lược là tấn công và không cách nào hạn chế được ném bom rải thảm và tấn công bằng vũ khí hóa học. Những lý luận của Douhet được tiếp đón nồng nhiệt ở Pháp, Đức và Hoa Kỳ khi cuốn sách "Làm chủ bầu trời" được xuất bản 1921.
Toàn bộ những nhà hoạch định đều đánh giá quá cao mức độ tàn phá mà vài máy bay ném bom có thể gây ra, đồng thời hạ thấp sự vững vàng của dân chúng. Tốc độ và trần bay của máy bay ném bom hiện đại cùng những khó khăn khi tấn công mục tiêu trước lưới lửa phòng không và máy bay tiêm kích đều không được hiểu biết tường tận. Niềm tự hào dân tộc, sô-vanh hiếu chiến đóng vai trò quan trọng làm nên nhận thức sai lầm này. Ví dụ, khi mà nước Đức phải rải giáp vũ khí và chỉ còn Pháp là đối thủ ở châu Âu, Thống chế không quân Anh Trenchard huênh hoang rằng "khi cả hai bên cùng oanh tạc nhau, người Pháp sẽ rên la trước khi chúng ta không chịu nổi thiệt hại". Một phần bởi chiến tranh chiến hào không thể đứng vững trước những đòn tấn công bằng thiết giáp, một tiên đoán hệ quả là một cuộc chiến tranh mới nếu nổ ra sẽ nhanh chóng và tàn khốc. Trong một tài liệu hoạch định chiến tranh, Chính phủ Anh dự kiến rằng nếu có chiến tranh với Đức, 35% nhà cửa ở Anh sẽ bị đánh bom trong 03 tuần đầu tiên.

### Chiến tranh thế giới thứ hai
Hình thái ném bom chiến lược trong Chiến tranh thế giới thứ hai ở mức độ chưa từng diễn ra trong lịch sử. Những chiến dịch ở Châu Âu và ở Nhật Bản vào cuối chiến tranh huy động hàng ngàn máy bay, thả hàng vạn tấn bom đạn xuống từng thành phố.
Đức và Nhật Bản chế tạo những máy bay ném bom hai động cơ với tải trọng chỉ khoảng một tấn và không phát triển những loại lớn hơn. Trong khi đó, Anh và Hoa Kỳ cũng bắt đầu chiến tranh với những máy bay cùng sức tải; sau đó, một số thiết kế lớn hơn năm 1939 trang bị đội hình ném bom chiến lược của họ với những máy bay bốn động cơ lớn hơn nhiều. Tải trọng máy bay từ mức 2,7 tấn của Pháo đài bay B-17 đến cỡ 9 tấn trên Pháo đài bay B-29 và 9.979 kg của máy bay Avro Lancaster.
Trong năm đầu chiến tranh ở châu Âu, ném bom chiến lược chập chững những thử nghiệm và sai sót. Không quân Đức tấn công cả mục tiêu quân sự và dân sự ngay từ ngày đầu xâm lược Ba Lan 01/09/1939. Sau khi kế hoạch đổ bộ vào Anh hủy bỏ, nước Đức tiến hành chiến dịch ném bom chiến lược buộc nước Anh phải chấp nhận đàm phán hòa bình. Ban đầu, những cuộc đột kích diễn ra ban ngày, sau đó chuyển sang ban đêm vì những tổn thất trở nên không thể gánh chịu nổi. Không quân Hoa Kỳ áp dụng phương thức tấn công ban ngày vì có độ chính xác cao. Tuy nhiên, họ phải chịu đựng thiệt hại nhiều hơn cho đến khi được trang bị những máy bay tiêm kích bảo vệ. Hai điển hình của ném bom chiến lược trên chiến trường châu Âu trong Thế chiến là trận đột kích không quân vào Coventry ngày 14/11/1940 bởi Không quân Đức và trận ném bom xuống Dresden bởi không quân Đồng Minh ngày 13/02/1945.
Ném bom chiến lược là hình thức tiến hành chiến tranh chủ yếu trên chiến trường Tây Âu. Các lực lượng không quân Đồng Minh có thể đánh bom đêm ngày. Không quân Hoa Kỳ được bảo vệ tốt hơn tấn công những mục tiêu vào ban ngày là những địa điểm công nghiệp và không quân Anh, với những máy bay ném bom được bảo vệ kém hơn tấn công nước Đức vào ban đêm bằng hàng trăm máy bay.
Ném bom ở châu Âu chưa bao giờ đạt hiệu quả đột phá như những chiến dịch mà người Mỹ tiến hành ở Nhật Bản. Một phần kết quả này là bởi nhà cửa ở Nhật Bản rất dễ cháy. Sự tàn phá cơ sở hạ tầng ở Đức là rõ ràng nhưng tác động chỉ thấy rõ khi quân Đồng Minh bắt đầu oanh kích những nhà máy lọc dầu vào giai đoạn cuối chiến tranh. Ngoài ra, ném bom chiến lược xuống nước Đức còn có tác dụng nâng cao tinh thần trước khi mở mặt trận phía Tây.
Trên chiến trường Thái Bình Dương, người Nhật thi thoảng tổ chức ném bom chiến lược quy mô lớn xuống Trung Quốc trừ trường hợp thành phố Trùng Khánh. Trong phần lớn chiến tranh, Quân đội Nhật Bản nhanh chóng tiến quân và giành thắng lợi khiến ném bom chiến lược là không cần thiết. Khi tình thế yêu cầu, những máy bay ném bom Nhật Bản cũng không mang nhiều bom đủ để gây thiệt hại như những máy bay ở châu Âu và như người Mỹ tiến hành sau đó trên đất Nhật Bản.
Pháo đài bay B-29 cho phép người Mỹ với tới những đảo lớn của Nhật. Đặc biệt, khi đảo Okinawa bị quân Mỹ chiếm được thì năng lực tiến hành ném bom chiến lược của Không quân Hoa Kỳ tăng lên đáng kể. Bom thông thường và bom gây cháy được sử dụng chống lại Nhật Bản. Tuy nhiên, vụ ném bom nguyên tử xuống Hiroshima và Nagasaki mới là những bước ngoặt góp phần đưa đến kết cục chiến tranh.

### Thời gian chiến tranh Lạnh
Trong thời gian Chiến tranh Lạnh, vũ khí hạt nhân quy định những chiến thuật của ném bom chiến lược. Thời đại của những chiến dịch ném bom ồ ạt đã không còn nữa. Thay vào đó là những cuộc tấn công chính xác hơn nhờ sử dụng công nghệ được cải thiện tầm quan sát và những vũ khí tân tiến.
Trong Chiến tranh Việt Nam, chiến dịch Sấm rền ném bom Miền Bắc có thể nặng nề hơn, nhưng chính quyền Johnson lo ngại sự can thiệp của Trung Quốc vào cuộc chiến, vì vậy hạn chế những mục tiêu tấn công. Mục đích của chiến dịch này là làm thoái chí Miền Bắc, tàn phá nền kinh tế và kiềm chế khả năng chi viện chiến trường Miền Nam. Tất cả đều với hi vọng Miền Bắc Việt Nam sẽ xin đàm phán, nhưng những cuộc tấn công đều không làm được điều mà họ mong muốn. Chính quyền của tổng thống Nixon tiếp theo cũng theo đuổi mục đích này trong hai chiến dịch Linebacker. Những hình ảnh như tấm hình Phan Thị Kim Phúc (mặc dù tấm hình này nói về hậu quả của ném bom chiến thuật chứ không phải ném bom chiến lược) khiến công luận Mỹ phải yêu cầu dừng những cuộc ném bom.
Bởi sự chỉ trích của công luận về mục tiêu dân thường, cùng với sự thiếu hiệu quả của ném bom rải thảm, vũ khí chính xác được quan tâm phát triển. Những loại vũ khí mới cho phép tấn công mục tiêu chính xác, sử dụng hiệu quả tính năng vũ khí và giảm thương vong của dân thường. Xưa nay, ném bom chiến lược luôn đi cùng với thiệt hại lớn trong dân cư, nhưng ở cuối thời gian chiến tranh Lạnh, điều này bắt đầu thay đổi.
Lực lượng không quân Israel tiến hành ném bom chiến trong hai cuộc chiến lần thứ ba và thứ tư với thế giới Ả rập năm 1967 và 1973 dù rằng hai cuộc chiến này diễn ra rất chóng vánh. Ném bom chiến lược trở nên rất tập trung, nhằm vào những nhà máy giá trị lớn, mất nhiều năm xây dựng.
Một phi vụ đột kích cũng có thể coi là ném bom chiến lược. Điển hình là vụ ném bom lò phải ứng hạt nhân tại Osirak, Iraq. Chỉ bằng một phi vụ tấn công, Israel đã phá hủy những nỗ lực của Iraq trong bảy năm.

### Hậu chiến tranh Lạnh
Ném bom chiến lược thời hậu chiến tranh Lạnh đặc trưng bởi những tiến bộ công nghệ của Mỹ trong việc sử dụng vũ khí thông minh. Khởi đầu với Chiến tranh vùng Vịnh, sau đó là Cuộc chiến Kosovo và trong những giai đoạn đầu Cuộc xâm lược Iraq năm 2003, những chiến dịch ném bom chiến lược đặc trưng bởi việc sử dụng vũ khí chính xác với cường độ lớn. Những vũ khí này giúp hạn chế thương vong của dân thường so với những cuộc chiến tranh trước đó, tuy vậy chúng vẫn chưa loại bỏ hoàn toàn thiệt hại cho dân thường.

## Tiến bộ công nghệ
Với sự xuất hiện của những đầu đạn được dẫn đường chính xác, nhiều người cho rằng ném bom chiến lược đã trở thành một chiến lược quân sự hữu hiệu. Sự chính xác của vũ khí đến mức độ nào, điều đó còn là nghi vấn. Song, không ít người khác đoán định rằng chiến tranh trong thế kỷ 21 sẽ chỉ là những cuộc đối đầu không cân sức và vì thế những mục tiêu chiến lược cụ thể sẽ không tồn tại.